# 31e Europese Filmprijzen
De 31e uitreiking van de Europese filmprijzen (European Film Awards) waarbij prijzen worden uitgereikt in verschillende categorieën voor Europese films vond plaats op 15 december 2018 in Sevilla, Spanje.

## Winnaars en genomineerden

### Juryprijzen
| Beste film | Beste filmkomedie |
| --- | --- |
| - Zimna wojna - Gräns - Dogman - Girl - Lazzaro Felice | - The Death of Stalin - C'est la vie! - Diamantino |
| Beste regisseur | Beste scenario |
| - Paweł Pawlikowski — Zimna wojna - Ali Abbasi — Gräns - Matteo Garrone — Dogman - Samuel Maoz — Foxtrot - Alice Rohrwacher — Lazzaro Felice                                        | - Paweł Pawlikowski — Zimna wojna - Ali Abbasi, Isabella Eklöf, John Ajvide Lindqvist — Gräns - Matteo Garrone, Ugo Chiti, Massimo Gaudioso — Dogman - Gustav Möller, Emil Nygaard Albertsen — Den skyldige - Alice Rohrwacher — Lazzaro Felice |
| Beste acteur | Beste actrice |
| - Marcello Fonte — Dogman - Jakob Cedergren — Den skyldige - Rupert Everett — The Happy Prince - Sverrir Gudnason — Borg McEnroe - Tomasz Kot — Zimna wojna - Victor Polster — Girl | - Joanna Kulig — Zimna wojna - Marie Bäumer — 3 Tage in Quiberon - Halldóra Geirharðsdóttir — Kona fer í stríð - Bárbara Lennie — Petra - Eva Melander — Gräns - Alba Rohrwacher— Lazzaro Felice                                                |
| Beste cinematografie | Beste montage (Prix Carlo di Palma) |
| - Martin Otterbeck — Utøya 22. juli | - Jarosław Kamiński — Zimna wojna |
| Beste productieontwerp | Beste kostuums |
| - Andrey Ponkratov — Leto | - Massimo Cantini Parrini — Dogman |
| Beste make-up | Beste filmmuziek |
| - Dalia Colli, Lorenzo Tamburini, Daniela Tartar — Dogman | - Christoph M. Kaiser, Julian Maas — 3 Tage in Quiberon |
| Beste geluid | Beste visuele effecten |
| - André Bendocchi-Alves, Martin Steyer — Der Hauptmann | - Peter Hjorth — Gräns |
| Beste documentaire | Beste animatiefilm |
| - Bergman - ett år, ett liv - Egy nő fogságban - Of Fathers and Sons - Olegs krig - El silencio de otros                                                                            | - Another Day of Life - Early Man - The Breadwinner - Croc-Blanc |
| Beste debuutfilm (Prix Fipresci) | |
| - Girl - Egy nap - Sashishi deda - Den skyldige - Dene wos guet geit - Touch Me Not                                                                                                 | |

Beste kortfilm
| Film                        | Regisseur                        | Duur    | Land                                                                     |
| --------------------------- | -------------------------------- | ------- | ------------------------------------------------------------------------ |
| Gli anni                    | Sara Fgaier                      | 20 min. | Vlag van Italië · Vlag van Frankrijk                                     |
| Aquaparque                  | Ana Moreira                      | 17 min. | Vlag van Portugal                                                        |
| Burkina Brandenburg Komplex | Ulu Braun                        | 19 min. | Vlag van Duitsland                                                       |
| Vypusk '97                  | Pavlo Ostrikov                   | 19 min. | Vlag van Oekraïne                                                        |
| I Signed the Petition       | Mahdi Fleifel                    | 19 min. | Vlag van Verenigd Koninkrijk · Vlag van Duitsland · Vlag van Zwitserland |
| Kapitalistis                | Pablo Muñoz Gómez                | 15 min. | Vlag van België · Vlag van Frankrijk                                     |
| Kontener                    | Sebastian Lang                   | 30 min. | Vlag van Duitsland                                                       |
| Meryem                      | Reber Dosky                      | 16 min. | Vlag van Nederland                                                       |
| Prisoner of Society         | Rati Tsiteladze                  | 15 min. | Vlag van Georgië                                                         |
| Lâchez les chiens           | Manue Fleytoux                   | 21 min. | Vlag van Frankrijk · Vlag van België                                     |
| Sram                        | Petar Krumov                     | 24 min. | Vlag van Bulgarije                                                       |
| L'échappée                  | Laëtitia Martinoni               | 10 min. | Vlag van Frankrijk                                                       |
| Los que desean              | Elena López Riera                | 24 min. | Vlag van Zwitserland · Vlag van Spanje                                   |
| What's the Damage           | Heather Phillipson               | 7 min.  | Vlag van Verenigd Koninkrijk                                             |
| Wildebeest                  | Nicolas Keppens, Matthias Phlips | 19 min. | Vlag van België                                                          |

### Publieksprijzen
| People's Choice Award | European University Film Award (EUFA)                                 |
| --- | --------------------------------------------------------------------- |
| - Call Me by Your Name - Borg McEnroe - C'est la vie! - Dunkirk - Darkest Hour - Aus dem Nichts - The Death of Stalin - Valerian and the City of a Thousand Planets - Victoria and Abdul | - Lazzaro Felice - Foxtrot - Styx - Ouale lui Tarzan - Utøya 22. juli |

### Oeuvreprijzen
| Lifetime Achievement Award | Lifetime Achievement Award |
| -------------------------- | -------------------------- |
| Carmen Maura               | Actrice                    |

| Achievement in World Cinema Award | Achievement in World Cinema Award |
| --------------------------------- | --------------------------------- |
| Ralph Fiennes                     | Acteur, producent en regisseur    |